# Камерун (вулкан)
Камерун е вулканичен масив в Камерун, разположен край брега на залива Биафра (вътрешната част на Гвинейския залив).
Масивът представлява трахибазалтов стратовулкан с куполообразна форма, полегати склонове, многочислени странични конуси и кратери. Най-високата точка е действащият конус Фако (4040 m; последно изригнал 2000 г.). По западните и южните склонове на масива падат най-много валежи в Африка (около 10 000 mm годишна). Долните части на склоновете му са заети от влажни екваториални гори, които частично са заменени от земеделски плантации. Нагоре следват планински гори, а най-горе – планински пасища.

## Описание
Камерун е един от най-големите вулкани в Африка и се издига на 4040 m над брега в западната част на страната. Земята започва да се издига от тропическа дъждовна гора до гол връх, който е студен, ветровит и понякога покрит със сняг. Големият вулкан е стръмен и има предимно базалтов до трахибазалтов състав, образувайки хорст, който лежи върху субстрат от пермски метаморфни скали, покрити с кредни до кватернерни отлагания. Склоновете имат 100 малки шлакови конуса и околните низини, успоредни на дългата ос на масивния вулкан с площ от 1400 km³. На южния склон близо до брега се издига голям вторичен връх, наречен Етинде (наричан още Малък Камерун). Камерун е най-активният вулкан в Западна Африка. Първият писмен запис за дейността му е от картагенския изследовател Ханон Мореплавателя през 5 век пр.н.е. През цялата история са се случвали множество умерени изригвания и потоци от лава, както от върха, така и от склоновете. През 1922 г. лава изригва от югозападния фланг и достига до атлантическото крайбрежие, а през 1999 г. лавата от южния фланг спира само на 200 m от морето, отрязвайки крайбрежната магистрала.

## Достъп
Върхът е много посещаван от алпинисти. Всяка година се организира „Надпревара на надеждата“, в която участниците изкачват планината за 41⁄2 часа.
Първият европеец, покорил Камерун, е английската изследователка Мери Кингсли, която записва спомените си за изкачването в мемоарите си „Пътешествия в Западна Африка“ (1897).
Два ендемични вида водни лилии, Impatiens etindensis и I. grandisepala, растат на Камерун. В областта няма дървета.